# Rete filoviaria di Alessandria
La rete filoviaria di Alessandria fu in esercizio nella città piemontese dal 1952 al 1974.

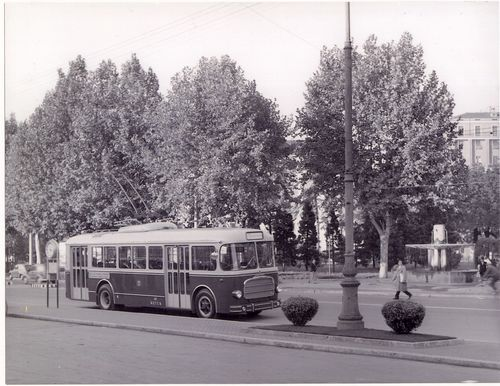
Fiat 2401 Borsani Marelli, matricola 39 dell'ARFEA sulla linea 3, davanti alla Stazione di Alessandria.

## Storia
La rete fu progettata per sostituire le tranvie urbane, giudicate obsolete e la cui concessione sarebbe scaduta nel 1949. Nel 1951 il comune di Alessandria approvò il capitolato per la trasformazione della rete tranviaria in filoviaria. Le prime due linee, il cui servizio regolare iniziò nel marzo 1952 percorrevano infatti lo stesso tragitto delle vecchie linee tranviarie:
- 1 Stazione FS - rione Orti - Sanatorio Borsalino
- 2 piazza Libertà - quartiere Cristo

Nel 1955 le due linee furono fuse nell'unica linea diametrale 1/2 (Sanatorio Borsalino-stazione-Casermette); furono poi attivate le nuove linee circolari 3 e 4. Problemi di natura finanziaria e sindacale, oltre al fatto che il servizio veniva considerato di intralcio alla motorizzazione privata e poco rispondente agli accresciuti bisogni di mobilità, portarono nel 1972 il comune a municipalizzare i trasporti urbani, istituendo l'Azienda Trasporti Municipali (ATM), che entrò in funzione dal 1º gennaio 1973. Dopo l'acquisizione della rete da parte dell'ATM, l'esercizio filoviario fu giudicato troppo oneroso e cessato il 2 giugno 1974; il bifilare fu smantellato entro l'anno seguente.

## Mezzi

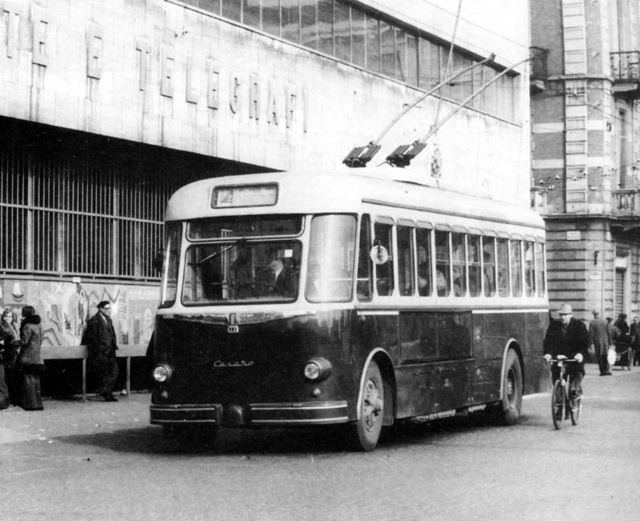
Fiat 668F Casaro CGE

| Numeri sociali | Costruzione | Radiazione | Telaio     | Carrozzeria | Equipaggiamento elettrico | Note                                         |
| -------------- | ----------- | ---------- | ---------- | ----------- | ------------------------- | -------------------------------------------- |
| 31-38          | 1951        | 1974       | Fiat 668F  | Casaro      | CGE                       |                                              |
| 39-40          | 1957        | 1974       | Fiat 2401F | Borsani     | Marelli                   |                                              |
| 41             | 1949        | 1974       | Fiat 668F  | Cansa       | CGE                       | Proveniente da Catania, in servizio dal 1970 |